# Hermann Knottnerus-Meyer

Selbstbildnis, 1936

Hermann Knottnerus-Meyer (* 7. Juli 1875 in Hohenhameln bei Hannover; † 26. April 1945 in Berlin-Zehlendorf) war ein deutscher Kunstmaler und Buchautor.

## Leben

### Herkunft und Jugend
Hermann (Philipp, August) Knottnerus-Meyer wurde in Hohenhameln bei Hannover als Sohn des Kaufmanns August (Knottnerus-) Meyer und seiner Ehefrau Antonie geb. Marbach geboren. Die Familie stammte größtenteils aus Niedersachsen, Ostfriesland und den Niederlanden.
Seine Kindheit und Jugend verlebte Hermann Knottnerus-Meyer in Hannover, wo er das Kaiser-Wilhelm-Gymnasium besuchte, das er mit dem Reifezeugnis verließ.

### Ausbildung
Schon früh zeigten sich bei Hermann Knottnerus-Meyer eine ausgeprägte Naturliebe und eine künstlerische Begabung. Dennoch absolvierte er auf Wunsch des Vaters zunächst eine Kaufmannslehre, bevor er in München ein Kunststudium begann. Als sein Lehrer ist vor allem Paul Schad-Rossa (1862–1916) zu nennen, ein Schüler von Ludwig von Löfftz und Franz Defregger.
Äußerst beziehungsreich für die fremdländischen Themen seines späteren Werks war eine Studienreise nach Ägypten. Zurückgekehrt nach Hannover, kam es 1898 zur Begegnung mit dem nahezu neun Jahre älteren Heimatdichter Hermann Löns (1866–1914), aus der sich eine tiefe Freundschaft entwickelte. Zum gemeinsamen Freundeskreis gehörten u. a. auch der Schriftsteller und Maler Wilhelm de Witt, der Maler und Bildhauer Erich Fricke sowie die Architekten Hans Roediger und Georg Thoféhrn.

### Erste Schaffensperiode (1895–1918)
Mit dem leidenschaftlichen Poeten und engagierten Jäger Hermann Löns unternahm der junge Kunstmaler Hermann Knottnerus-Meyer ausgedehnte Wanderungen durch den Solling und die Lüneburger Heide. Die Landschaften und ihre typischen Menschen prägten und bestimmten sein Frühwerk ausdrücklich; auch der Freund wurde mehrfach porträtiert.
Nebenher gab Hermann Knottnerus-Meyer in Hannover offenbar auch Unterricht. In Zusammenhang mit den Künstlern Walter Schliephacke (1877–1955) und Carry van Biema (1881–1942) ist sogar von einer Malschule die Rede. Im Jahre 1912 trat Hermann Knottnerus-Meyer dem Deutschen Werkbund bei, und im Jahr darauf unternahm Hermann Knottnerus-Meyer eine Reise nach Rom zu seinem Bruder Dr. Theodor Knottnerus-Meyer, der dort nach dem Vorbild von Carl Hagenbeck den Zoologischen Garten leitete.
Die Trennung unterbrach die Männerfreundschaft zu Löns empfindlich, jedoch jäh beendet wurde sie durch den Ersten Weltkrieg, als Löns sich begeistert als Freiwilliger meldete und bereits nach zwei Monaten am 26. September 1914 in der Nähe von Reims fiel. Auch Hermann Knottnerus-Meyer musste Militärdienst leisten. Im vorletzten Kriegsjahr heiratete der Zweiundvierzigjährige am 25. Juli 1917 die fast 22 Jahre jüngere Margarete Renschhausen (* 22. April 1897; † 2. Dezember 1935), die Tochter des Kommerzienrats Adolf Renschhausen, der nach 1890 als Import-Export-Kaufmann ein Handelsunternehmen in Marokko besaß. Im Jahr darauf wurde am 19. Dezember 1918 ihr einziges Kind, der Sohn Adolf, geboren.

### Zweite Schaffensperiode (1918–1935)
Die junge Familie lebte in Berlin (zuerst: Yorkstraße 46, ab 1928/29: Steglitz, Leydenallee). Eine fruchtbare Schaffensperiode begann, und durch den Aufbau eines größeren Freundes- und Bekanntenkreises standen auch mehrere Auftragsarbeiten ins Haus. Anregungen holte sich der inzwischen gereifte Künstler vor allem auf Reisen ins In- und Ausland, die er zusammen mit der Familie unternahm: 1922 nach St. Peter-Ording und in die Lüneburger Heide, 1923 über Venedig nach Rom, 1925/26 zu den Schwiegereltern nach Marokko. Hinzu kamen Einladungen in Städte wie Frankfurt an der Oder und Duderstadt, wo er für die Tausendjahrfeier den Zuschlag für sechs große Tafelbilder für den Rathaussaal erhielt. Neben solchen heimatbezogenen Bildern waren seine Hauptmotive bestimmt durch die exotischen, besonders die nordafrikanischen Eindrücke. Darüber hinaus spiegelten sakrale Themen wie Jesu Geburt, Abendmahl und Kreuzigung die besondere Form- und Farbgebung sowie das handwerkliche Können des stilistisch nicht gebundenen Künstlers wider.
Auch seine schriftstellerische Neigung zeigte Früchte. Den 1928 publizierten Erinnerungen an seinen Freund Hermann Löns mit dem Titel „Der unbekannte Löns“ folgte 1934 die Abhandlung „Vom Wesen der Kunst“. (Siehe unten: Zum schriftstellerischen Werk)

### Dritte Schaffensperiode (1935–1945)
Der Entschluss, in Berlin-Zehlendorf ein Einfamilienhaus mit großem Atelier zu bauen, sollte dem Künstler einen neuen Lebens- und Schaffensmittelpunkt geben. Leider kam es anders. Tragischerweise konnte seine doch noch so junge Ehefrau die Fertigstellung und den Umzug nicht mehr erleben; sie verstarb am 2. Dezember 1935 an den Folgen einer Operation. Von diesem schweren Schicksalsschlag hat sich Hermann Knottnerus-Meyer nie mehr erholt. Das Selbstbildnis von 1936 lässt erahnen, welch tiefe Erschütterung und Verzweiflung die letzten zehn Lebensjahre des ohnehin sensiblen Menschen überschatteten und prägten. Als auch Bemühungen um einen Lehrauftrag an der Akademie der bildenden Künste Berlin scheiterten, zog Hermann Knottnerus-Meyer sich schließlich vom geselligen Umgang mit Freunden und Bekannten in sein Atelierhaus zurück, um sich ganz seiner Arbeit zu widmen. In dieser letzten Schaffensperiode erreichten ihn – vornehmlich von größeren Institutionen wie Stadtverwaltungen (Berlin, Pyritz in Pommern, Wittenberge an der Elbe) und Landesverbänden (Landesbauernschaft Hannover) – gezielte Aufträge für repräsentative, zum Teil bis zu 6 m breite Tafelbilder. Eine verdiente Anerkennung erlebte er im Jahre 1941 durch die Ernennung zum Ehrenmitglied der Hermann-Löns-Gesellschaft in Hannover, wofür er sich mit einem Gemälde-Zyklus revanchierte.
Durch die Endphase des Zweiten Weltkriegs mit ihren entsetzlichen Begleiterscheinungen noch weiter geschwächt an Leib und Seele, endete das Leben des Kunstmalers Hermann Knottnerus-Meyer am 26. April 1945 – sechs Tage vor der Kapitulation Berlins.

## Zum malerischen Werk

Tiger im Dschungel, 1933

### Standorte
Soweit bekannt, hat Hermann Knottnerus-Meyer zu seinen Lebzeiten nie an Ausstellungen teilgenommen. Heute finden wir ihn in keiner Kunstgeschichte und bislang in keinem Lexikon. Erst seit einer Ausstellung am Jahresbeginn 2010 in Duderstadt sind sein Leben und sein Werk wieder im Fokus des öffentlichen Interesses.
Dabei sind seine Bilder zu Lebzeiten äußerst gefragt gewesen. Besonders in den dreißiger Jahren geben mehrere deutsche Städte – wie Duderstadt, Wittenberge an der Elbe, Pyritz in Hinterpommern und Berlin – an Hermann Knottnerus-Meyer Aufträge für Großbilder, um damit ihre öffentlichen Gebäude zu schmücken. Auch Institutionen wie die damalige Landesbauernschaft und die Hermann-Löns-Gesellschaft in Hannover bestellen Gemälde bei dem Berliner Künstler, und die Oldenburg-Portugiesische Dampfschiffs Rhederei in Hamburg lässt ihre Schiffssalons von ihm ausmalen.
1937 wurden in der Nazi-Aktion „Entartete Kunst“ nachweislich aus dem Oderland-Museum Frankfurt/Oder sein Aquarell Gebirgslandschaft und zwei Aquarelle Marokkanische Landschaft beschlagnahmt. Davon wurde eines zerstört. Der Verbleib der beiden anderen ist ungeklärt.
Nach Kriegsende 1945 kommen die meisten seiner Werke – sofern sie überhaupt noch existieren – ins Depot oder bleiben verschollen. Nur wenige Gemälde befinden sich heute noch nachweisbar in öffentlicher Hand – vorzugsweise in der Stadt Duderstadt, im Historischen Museum der Stadt Hannover und im Bomann-Museum in Celle.
Die meisten der nach Kriegsende noch im Atelierhaus in Berlin-Zehlendorf befindlichen Gemälde sind in den Privatbesitz des Sohnes übergegangen, der etliche davon an seine vier Kinder und Enkel, an Freunde und an öffentliche Einrichtungen weitergegeben hat – beispielsweise an die Flensburger Ev.-Luth. Kirchengemeinde St. Gertrud und ans Städtische Museum der Stadt Flensburg.
Eine kleine Anzahl von Gemälden befindet sich in privater Hand in Schwerin, Berlin, Neumünster und Flensburg.
Durch intensive Nachforschungen und glückliche Umstände können im Laufe des Jahres 2009 mehrere, meist großformatige Werke von Hermann Knottnerus-Meyer wiederentdeckt und vor der Zerstörung gerettet werden. Somit sind derzeit noch über 100 Gemälde des Künstlers bekannt und zumeist auch deren Standorte.

### Maltechnik

Entwurf eines Tafelbildes für Duderstadt, 1928

Die erhaltenen Gemälde von Hermann Knottnerus-Meyer zeigen weder formal-äußerlich noch inhaltlich-motivisch eine Geschlossenheit. Im Grunde bedient der Künstler im Laufe seiner fünfzigjährigen Schaffenszeit alle relevanten Bildformate, Maltechniken und ebenso sämtliche Bildgattungen. Allerdings sind in seinen drei Schaffensperioden gewisse Schwerpunkte zu erkennen. Im Laufe der Jahre wächst der Hang zum Großformat (Tafelbilder bis zu 6 m Breite), was mit Sicherheit aus der Auftragssituation der dreißiger Jahre zu erklären ist.
Als Maltechnik bevorzugt Hermann Knottnerus-Meyer Öltempera, eine Farbe, deren Pigmente mit einem Bindemittel aus einer Wasser-Öl-Emulsion angesetzt werden. Bekannt ist, dass er seine Farben in der Regel selbst herstellt. Bekannt ist ebenfalls, dass Temperafarben leichter verderben als reine Ölfarben, und hierin ist der Grund zu sehen, warum die meisten Öltempera-Bilder von Hermann Knottnerus-Meyer stark nachgedunkelt sind und ihre einstige Leuchtkraft eingebüßt haben. Dieser Tatbestand erschwert heute naturgemäß die sachgerechte Beurteilung vieler Werke. Anders verhält es sich mit seinen Aquarellen und vor allem mit seinen Pastellen, die von ihrer besonderen Ausstrahlung her eine exponierte Stellung einnehmen.

### Bildgattungen
Stillleben malt Hermann Knottnerus-Meyer am seltensten. Doch die drei noch vorhandenen erweisen sich in Form und Farbe als eindrucksvoll. Besonders die Fliederhecke mit Amsel, die in seinem Sterbejahr 1945 entsteht, zeigt etwas von dem Wunsch des Künstlers, sich aus der Grausamkeit des Berliner Kriegsalltags herauszuträumen – hinein in eine heile Natur mit bunten Blumen und Vogelgesang. Symptomatisch ist das helle Licht im Hintergrund: Der humanistisch gebildete Künstler weiß, dass im Abendland mit „Licht“ auch immer „Hoffnung“ verbunden ist. Leider erfüllt sie sich nicht.
Aktmalerei ist nicht unbedingt Hermann Knottnerus-Meyers Stärke. Seine Bilder nackter Frauenkörper wirken nur allzu oft wie Übungen aus der Zeit seines Münchener Studiums um 1895/96.
Wesentlich kreativer geht der Künstler mit seinen entblößten weiblichen Wesen um, wenn er sie als Nymphen in irgendeinem Wald oder an einem Fluss platziert.
Mythologisches in Szene zu setzen liegt ihm also sichtlich näher.
Auch der Wald mit zwei Nymphen entsteht im Sterbejahr des Malers. Es ist, als ob er der Hässlichkeit des Seins noch einmal die Schönheit des Scheins entgegenhalten will. Am 3. April 1945, also einen Monat vor der Kapitulation Berlins und 23 Tage vor seinem Tod schreibt Knottnerus-Meyer in einem Brief: „Und dabei stecke ich bis oben hin voll der schönsten künstlerischen Probleme. Als junger Mann war ich nicht fruchtbarer. Es ist ja der ungeheure Vorzug der Künstler bis ins höchste Alter hinein fruchtbar zu bleiben.“
Am fruchtbarsten – quantitativ und wohl auch qualitativ – wird Hermann Knottnerus-Meyer in seiner Kunst immer dann, wenn er „den Menschen“ und „das Menschliche“ auf die Leinwand bringt. Dann nähert er sich der Kunst-Maxime seines berühmten Zeitgenossen Paul Klee (1879–1940), der 1920 feststellt: „Kunst gibt nicht das Sichtbare wieder, sondern Kunst macht sichtbar.“
Offenkundig benutzt Hermann Knottnerus-Meyer seine Porträts und ebenso seine Genrebilder dazu, „sichtbar zu machen“, was sich sozusagen „hinter der Fassade“ verbirgt.
Porträtmalerei beabsichtigt bekanntlich, über das Abbild hinaus das Wesen der entsprechenden Person zum Ausdruck zu bringen. Und so nimmt sie bei Hermann Knottnerus-Meyer mit 24 noch bekannten Exemplaren zahlenmäßig den ersten Rang ein. Auch zwei Selbstbildnisse zählen dazu.
Immer wieder bannt er besondere Menschen auf die Leinwand – phantasievolle (wie Chali und Swaantje aus Löns’ Roman „Das zweite Gesicht“), realistische (wie Heidebauern und junge Mädchen), historische (wie Luther, Friedrich den Großen und Paul von Hindenburg), geliebte (wie Mutter und Ehefrau) ... und in besonderer Weise Hermann Löns, seinen Namensvetter und neun Jahre älteren Freund. 27 Jahre nach dem Tod des Dichters und vier Jahre vor dem eigenen Lebensende entsteht das großformatige Gemälde von Hermann Löns in Heidelandschaft. Das Gemälde bringt deutlich an den Tag, dass zur Charakterisierung des Menschen sein Umfeld mit dazugehört, denn es dient als Resonanzboden seiner Wesensart.

Marokkanischer Märchenerzähler, um 1926

Genrebilder machen sich diese Idee in besonderem Maße zu eigen, und demzufolge engagiert sich Hermann Knottnerus-Meyer auch in dieser Gattung mit großer Auffälligkeit.
Dabei führt er uns sowohl in die fremdartige Umgebung seiner Schwiegereltern nach Spanisch-Marokko als auch ins deutsche Milieu. Die bildgewordenen Resultate präsentieren menschliche Wesen der ganz besonderen Art – wie z. B. im Marokkanischen Märchenerzähler, im Maskenball, im Berlin der Zwanziger Jahre oder in der Bauernvesper.
Dass Hermann Knottnerus-Meyer bei seinen für ihn charakteristischen Genrebildern die ins lokale Kolorit gesetzten Menschentypen für wichtiger hält als die naturalistische Wiedergabe der realen Örtlichkeit, wird in den sechs Tafelbildern, die er zur Tausendjahrfeier von Duderstadt anfertigt, besonders deutlich. Das erkennt schon damals die Tagespresse, wenn beispielsweise die „Eichsfelder Morgenpost“ vom 12. Januar 1930 konstatiert: „Will man die Bilder in rechter Weise würdigen, so muss man berücksichtigen, dass es dem Künstler in erster Linie darauf ankam, typische Gestalten zu kennzeichnen und dass darum Landschaft und Stadtbild im Hintergrund nur kurz angedeutet werden.“
Historienbilder dienen demselben Zweck. Knottnerus-Meyer nutzt sie, um seine individuelle Art der visuellen Charakterisierung des Menschen auch in geschichtlichen Szenen sichtbar zu machen – wie beispielsweise in seinem Großbild Nero blickt auf Rom.
Landschaftsbilder des Künstlers – als zahlenmäßig zweitstärkste Kategorie – spiegeln die zwei Lebenswelten des Künstlers wider: einerseits die heimische Umgebung in der Lüneburger Heide, im Solling oder am Meer, andererseits die fremde Gegend mit der marokkanischen Stadt Larache, dem geheimnisvollen Grab der islamischen Heiligen Lalla Aischa, den Menschen am Nil oder den Tigern im Dschungel.
Sakrales ist noch zu erwähnen und darf nicht übersehen werden, weil es bei Hermann Knottnerus-Meyer ein gewisses Sondergut darstellt. Es geht ihm um die drei Zentralmotive der christlichen Botschaft: Jesu Geburt, Abendmahl und Kreuzigung. Alle drei Darstellungen haben etwas Ungewöhnliches, was in dieser Weise in der abendländischen Sakralkunst bislang nicht zur Geltung gekommen ist. Dazu gehört, dass die dargestellten Personen „Menschen von Fleisch und Blut sind, die in Haltung, Gesicht und Mienenspiel ihr inneres Wesen offenbaren.“

### Zusammenfassung
Das Werk des Kunstmalers Hermann Knottnerus-Meyer ist ausdrucksvoll, aber nicht im eigentlichen Sinne expressionistisch. Der Künstler verbleibt in der Tradition eines akademisch ausgebildeten Malers, der seinem (traditionellen) Handwerk in „eigen-artiger“ Weise nachgeht. Die Avantgarde interessiert ihn nicht.
Seine Darstellungsweise wechselt mit dem Gegenstand und seinem Motiv und bekommt somit etwas Epochefreies – etwas sehr „Persönliches“. Seine Großgemälde sind am ehesten der Neuen Sachlichkeit zuzuordnen.

## Zum schriftstellerischen Werk
Hermann Knottnerus-Meyer betätigte sich auch als Schriftsteller. Als Bücher erschienen:
- Der unbekannte Löns. Gespräche und Erinnerungen. Eugen Diederichs Verlag, Jena 1928. Nachdruck der Ausgabe Bremen: Faks.-Verl., 1982
- Vom Wesen der Kunst. Wolf Heyer Verlag, Berlin 1934.

## Ehrung
- 1941: Ernennung zum Ehrenmitglied der Hermann-Löns-Gesellschaft

## Ausstellung
- 21. Januar bis 7. Februar 2010 (postum): Bürgersaal des historischen Rathauses in Duderstadt